# 苔齿螯蛛
苔齿螯蛛（学名：Enoplognatha caricis）为球蛛科齿螯蛛属的动物。分布于欧洲以及中国大陆的新疆、内蒙古等地，主要生活于杂草丛、果园及胡杨林带的草丛中。该物种的模式产地在欧洲。